# 陈志强 (历史学家)
陈志强（1952年8月21日—），男，天津人，中华人民共和国拜占庭学学者，现为南开大学历史学院院长以及教授。

## 生平
1952年8月，陈志强于中国天津市出生。1969年5月，当时16岁的他加入了黑龙江生产建设兵团。1977年文革结束恢复高考时，他考入了南开大学。1982年毕业后，成为了南开大学的一名教师。
他在1983年时受到教育部委托，赴希腊亚里士多德大学向约安尼斯·卡拉扬诺布鲁斯教授学习冷门的拜占庭史。但他本人未曾学过希腊语，在其他两位中国社科院留学生帮助之下，陈志强开始希腊语的学习。半年之后通过了初级希腊语考试，并在毕业时以希腊语完成了答辩。
经过六年的学习，1994年其返回中国，同年成为南开大学副教授。在1990年代之前，中国国内拜占庭相关书籍只有一部翻译自俄文的《拜占庭简史》。1995年，陈志强发布了国内第一部系统介绍拜占庭帝国历史的书籍——《君士坦丁堡陷落记》，并在此后数十年间翻译了二十多部著作，发布了百余篇相关论文。他亦从零开始培养了一支研究拜占庭的学术团队。
1995年成为南开大学教授。2001年，在南开大学成立了中国第一个拜占庭研究中心。
2013年10月15日，被授予「希腊最高文学艺术奖勋章」。